# Carl Wilhelm Emil Quandt
Carl Emil Wilhelm Quandt (* 10. Februar 1835 in Cammin, Provinz Pommern; † 26. Januar 1911 in Lichterfelde, Provinz Brandenburg) war ein evangelischer Pfarrer und Superintendent.

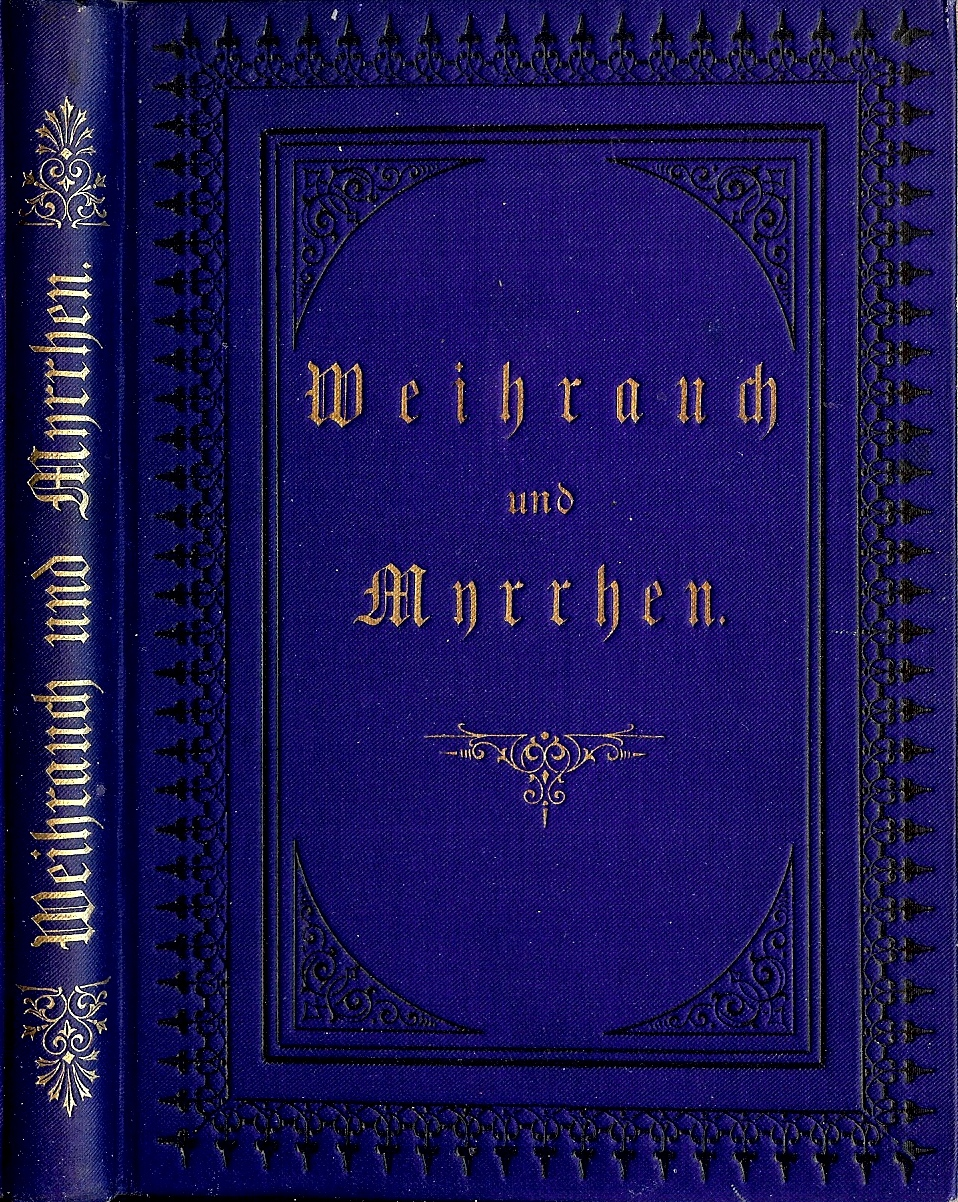
Weihrauch und Myrrhen. Neue Lieder, Berlin, 1880, 2. Auflage

## Leben
Emil Quandt besuchte das Gymnasium in Stettin und absolvierte ein Studium der Evangelischen Theologie in Berlin und Halle.
Von 1857 bis 1860 arbeitete er als Konrektor an der Höheren Töchterschule in Stargard. Danach folgte eine Anstellung als Rektor in Pyritz. Am 24. April 1862 heiratete er Anna Sophie Ernestine Munther (16. Dezember 1841, Stargard – 17. September 1917, Lichterfelde). Aus dieser Ehe gingen neun Kinder hervor, darunter war eine Totgeburt, drei weitere Kinder erreichten nicht das 8. Lebensjahr. Ab 1862 war er als Pfarrer in Kollin in Pommern tätig. Drei Jahre später stellte der Evangelische Verein für kirchliche Zwecke ihn als ihren Hausgeistlichen in Berlin an. Von 1867 bis 1874 war er Pfarrer der Deutsch-Evangelischen Gemeinde in Haag.
Von dort ging er nach Berlin zurück und wurde 1. Pfarrer an St. Elisabeth, 1884 dann Superintendent. 1888 berief man ihn als Superintendenten und Oberpfarrer zum 1. Direktor des Predigerseminars nach Wittenberg. Er war Ehrendoktor der Theologie.
Mit 73 Jahren wurde Quandt pensioniert. Er starb zwei Jahre später in Berlin-Lichterfelde und wurde auf dem St. Elisabeth-Friedhof beerdigt.

## Werk

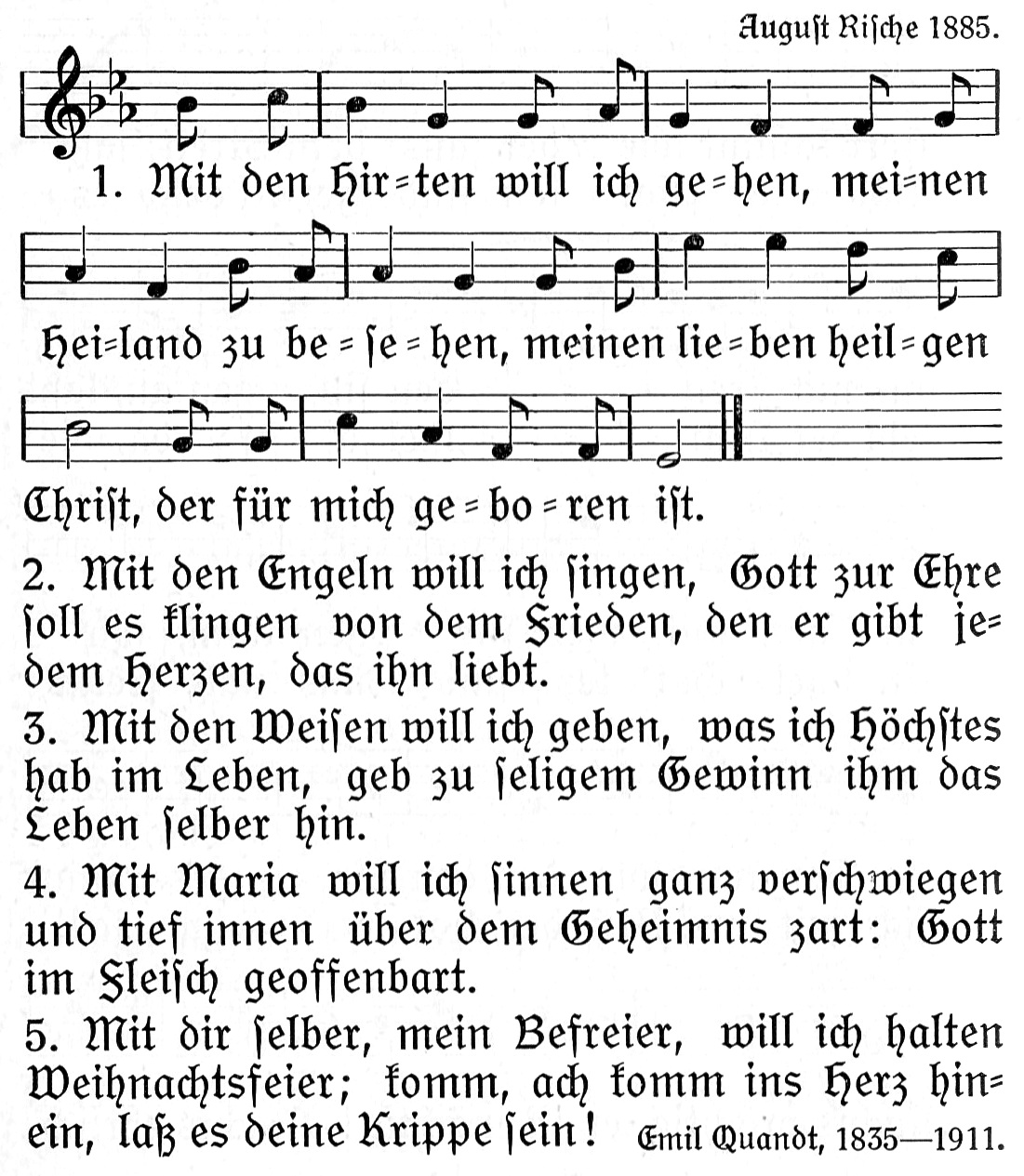
Mit den Hirten will ich gehen im rheinisch-westfälischen Gesangbuch von 1929

Er dichtete den Text des Weihnachtsliedes Mit den Hirten will ich gehen, EG (Rheinland, Westfalen, Lippe) Nr. 544 und ist der Herausgeber mehrerer Predigtsammelbände:
- Festpredigten. Eine Sammlung von Predigten gläubiger Zeugen der Gegenwart über Perikopen und freie Texte. 2. und 3. Band, Verlag von Friedrich Richter, Leipzig 1887.
- Die frohe Botschaft, Predigten gläubiger Zeugen der Gegenwart über die altkirchlichen Evangelien. 1. Band, Verlag von F. Richter Leipzig 1893.
- Der Brief St. Pauli an die Philipper in dreißig Predigten ausgelegt. R. Herrosé (H. Herrosé), Wittenberg 1895.

### Liedsammlungen
- Zionsblumen in zehn Kränzen. Lieder, Berlin 1860.
- Weihrauch und Myrrhen. Neue Lieder, Berlin 1867.
- Von der grünen Aue. Neue Lieder, Berlin 1872.